# Shade River
Der Shade River ist ein 28 km langer rechter Nebenfluss des Ohio River im südöstlichen US-Bundesstaat Ohio. Er entwässert ein Gebiet von 570 km² und gehört zum Flusssystem des Mississippi River. Der Abfluss erfolgt über den Ohio River und Mississippi River in den Golf von Mexiko.
Der Shade River entsteht aus dem Zusammenfluss von West Branch Shade River und Middle Branch Shade River rund 2 Kilometer nördlich der Ortschaft Chester im Meigs County. Der Shade River fließt generell in östlicher Richtung mäandrierend durch das Meigs County, nimmt den von Norden kommenden East Branch Shade River auf und erreicht die Mündung in den Ohio River 3 Kilometer südlich der Gemeinde Long Bottom im Meigs County.
Der Shade River trug dem Geographic Names Information System zufolge in seiner Geschichte verschiedene Namen, darunter Devils Hole Creek und Shade Creek.